# Bodó Sztenya
Bodó Sztenya (Stenia), eredeti nevén Stefania Śpiałek (1939–2017) lengyel származású modell, sztármanöken.

## Élete
Gyógytornász volt Lengyelországban. Testnevelés szakos középiskolába járt. Kiváló magasugró volt. Azonban őt a manökenpálya jobban érdekelte, s így a munka örömén kívül bejárta a  világot. Amikor még pályatársai csak szocialista országokban jártak, ő már hat hónapot dolgozott egy nyugatnémet cégnél. Több évtizeden keresztül volt ismert manöken, az 1970–1980-as évek egyik sztármanökenje volt. Fotósai voltak többek között Komlós Lili, Ács Irén, Bara István és Vitályos József fotóművészek.
A Ruhaipari Tervező Vállalat, később Magyar Divat Intézet, az Országos Kisiparosok Szövetsége (OKISZ Labor) és a Budapest Szalon nagybemutatóin vett részt mint manöken. Külföldön is modellkedett.
Fotómodellként több újságban szerepelt címlapon, például elsők között volt látható az akkori időszak legfontosabb divatlapja, az Ez a Divat címlapján. De fotója ott volt a közkedvelt kézimunka-lap, a Fürge Ujjak első oldalán is. 
Szerepelt 1967-ben a Szász Péter által rendezett, Fiúk a térről című filmben.
Manökenmunkája mellett német, lengyel, orosz tolmácsként is dolgozott.
Első házasságól 1 fia született, férje Bártfai Róbert volt. Második férje Bodó János operatőr.